# Кольбай
Кольбай (каз. Көлбай) — село в Алакольском районе Жетысуской области Казахстана. Административный центр Кольбайского сельского округа. Код КАТО — 193457100.

## Население
В 1999 году население села составляло 1820 человек (924 мужчины и 896 женщин). По данным переписи 2009 года, в селе проживал 1531 человек (801 мужчина и 730 женщин).